# Zompopo de mayo
Zompopos de mayo u Hormigas Chicatanas en México, es el nombre común de los Atta cephalotes; un tipo de hormigas grandes. La reina es de color café oscuro y de dos centímetros de largo. Los soldados son de cuerpo café y de uno punto cinco centímetros de largo o más. 
La especie se distingue por sus hábitos de cortar hojas y usarlas para cultivar un hongo para su alimento. Esta especie forma colonias subterráneas enormes que se extienden hasta 200 metros cuadrados o más, e incluyen a millones de zompopos obreros. Sus comunidades están conformadas por una reina y varias castas de trabajadoras, desde soldados con mandíbulas fuertes, hasta obreras muy pequeñas encargadas de cuidar el hongo del que viven.
Sus vuelos de cortejo y apareamiento ocurren en la madrugada después de las primeras lluvias fuertes, cuando el suelo está húmedo. Después del vuelo nupcial, la reina pierde sus alas y excava una cavidad en donde coloca sus huevos y un pedazo de hongo que cargó adentro de su boca, desde la colonia original.
Los primeros obreros nacen a las seis semanas del apareamiento. Representa una de las plagas más dañinas en las áreas tropicales de América que se extiende desde Texas, en Estados Unidos de América, hasta Perú.
Los zompopos de mayo son comestibles. Suelen ser asados al comal y consumidos con mantequilla y sal. Cuando los Zompopos de Mayo empiezan a salir, se les consigue en algunos mercados locales del municipio de San Juan Sacatepéquez, así como en el mercado El Guarda, ubicado en la Ciudad de Guatemala, aunque la venta de los Zompopos se extiende por muchos mercados más a lo largo de todo el país. También son populares, entre los niños, porque debido a su carácter es fácil involucrarlos en peleas. Los zompopos de mayo son un tipo de hormiga grande que abunda en Guatemala , Honduras y El Salvador y su llegada es muy esperada para la época de lluvia y salen de la tierra. 

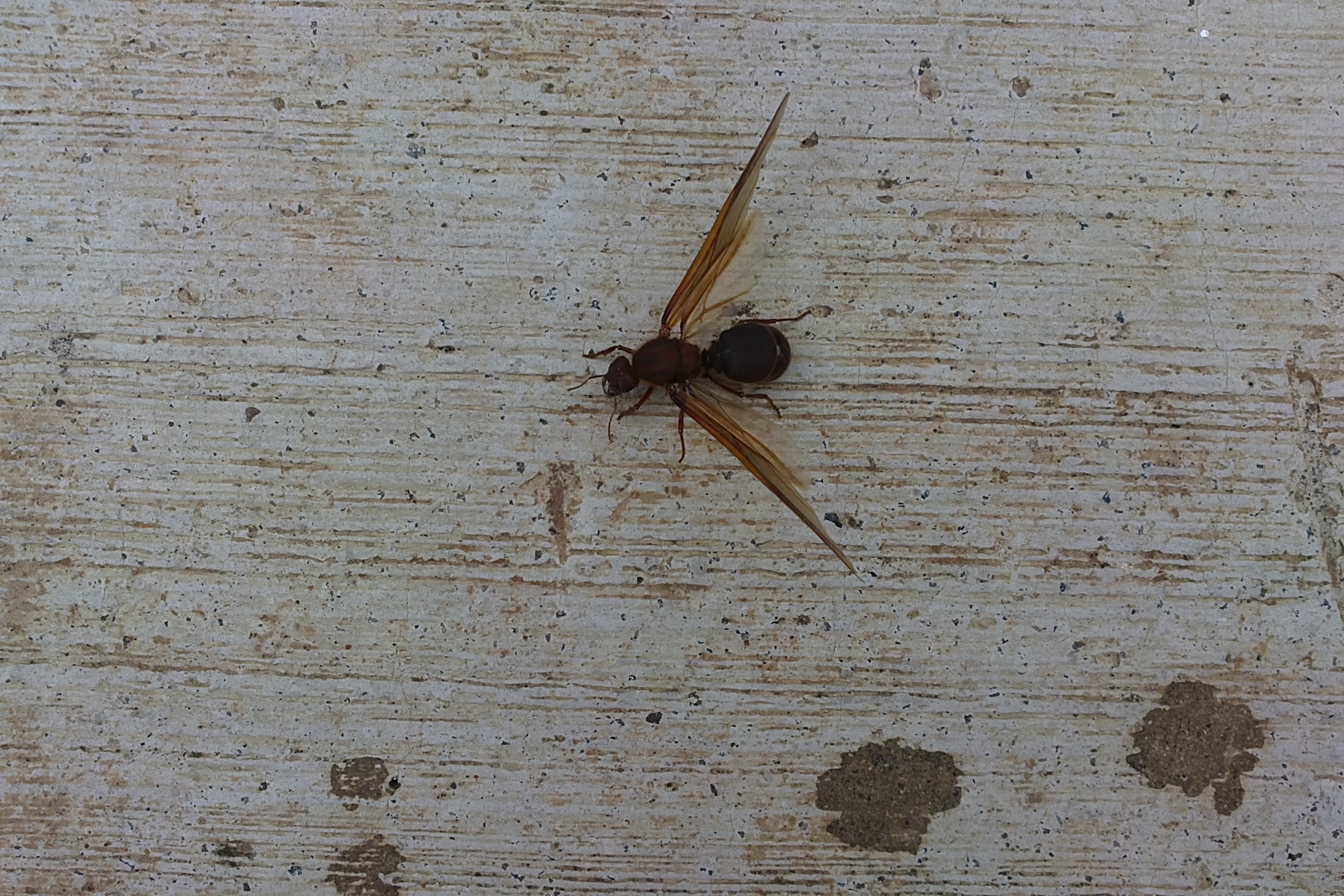
Zompopo de Mayo

## Historia

### Presencia Cultural
Los zompopos figuran en registros prehispánicos y en crónicas durante la Colonia. En el Popol Vuh, los héroes gemelos Hunahpú e Ixbalanqué, son sometidos a varias pruebas por los señores de Xibalbá. Uno de estos desafíos ocurre en la Casa de las Navajas, en donde ambos piden a chay-sanic (hormigas cortadoras) y ch’eken-sanic (hormigas ganadoras) ayuda para recolectar pétalos en un jardín custodiado por guardianes. Cuando se dice "hormigas cortadoras" se cree que se refieren a los zompopos ya que estos cortan las hojas de los árboles con las alas que tienen temporalmente.
Se conocen popularmente en Guatemala.Esta especie de hormiga puede llegar a medir hasta 2 centímetros de largo.
Estos se caracterizan principalmente como visitantes clásicos cuando comienzan las épocas de lluvias en el país. Estos insectos salen de la tierra entre los meses de abril y junio. De hecho, muchos agricultores los toman como indicio que la cosecha comenzará.
Esta especie, le nacen temporalmente alas que luego pierden cumpliendo la misión de transportar comida. La razón por la que ellas tienen alas es para cortar de árboles altos hojas que le sirven para cultivar un hongo para su alimento.

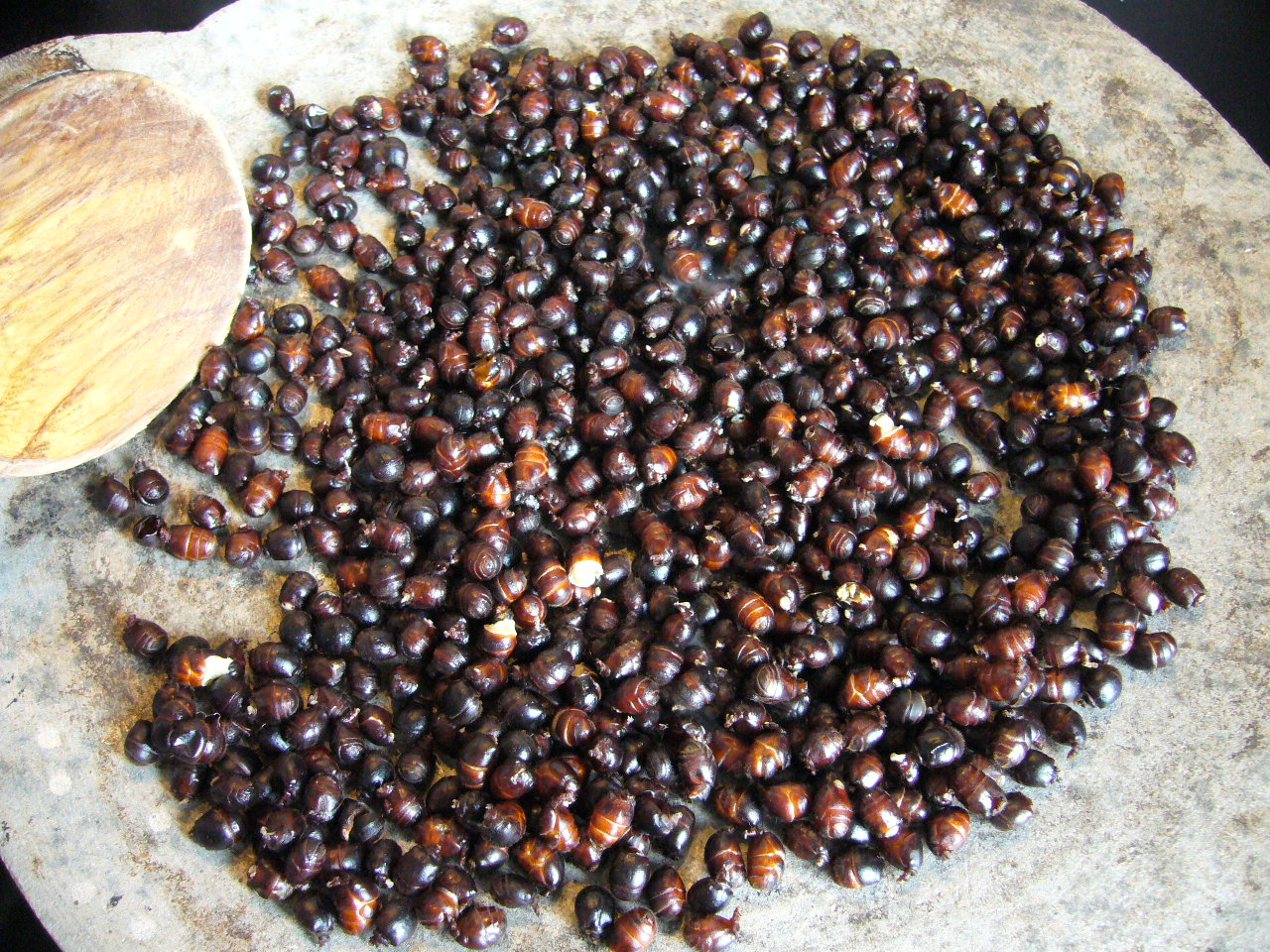
Varios zompopos de mayo.

## Gastronomía
En Guatemala y México, se comercializan los Zompopos para su consumo. Se suele vender el abdomen del animal ya cortado y preparado. En algunas regiones del país dicha parte de la hormiga se considera un platillo delicioso. La preparación se realiza normalmente en un comal y se le agrega sal y mantequilla, incluso limón. Su venta se hace regularmente por libra y suele tener un precio elevado.